# Rotterdam International Secondary School
Rotterdam International Secondary School (RISS) is een internationale school aan de Bentincklaan in Rotterdam. De school biedt onderwijs aan leerlingen van 11 tot 18 jaar. RISS is een onderdeel van de Wolfert van Borselen Scholengroep en leidt op voor internationaal erkende diploma's.
Leerlingen met een internationale achtergrond kunnen aan de RISS een volledige Engelstalige opleiding volgen op mavo/havo-niveau die opleidt voor het International General Certificate of Secondary Education (IGCSE). Leerlingen kunnen daarna doorstromen naar de opleiding voor het International Baccalaureate (IB), een opleiding op vwo-niveau.

## Geschiedenis
De aanwezigheid van een internationale school in Rotterdam is belangrijk voor de vestiging van buitenlandse bedrijven én voor Nederlandse expats die na een verblijf in het buitenland terugkomen met kinderen die op een internationale school gezeten hebben. Rotterdam is de grootste haven van Europa, maar twintig jaar geleden moesten de leerlingen voor internationaal onderwijs nog uitwijken naar Den Haag.
The International Department van de Wolfert van Borselen School begon in 1987 met 7 leerlingen. Vanwege de grote vraag naar internationaal onderwijs vanuit de  multiculturele bevolking van Rotterdam groeide dit aantal naar 145 in 2001.
In 1990 haalden de eerste leerlingen hun International General Certificate of Secondary Education (IGCSE). Het International Baccalaureate programma werd pas in 1991 aangeboden door The International Department. De eerste IB-klas haalde hun diploma's in 1993. De school bleef groeien en in 1999  veranderde de naam in Rotterdam International Secondary School (RISS).

## Nieuw gebouw
Vanaf 2004 is de RISS gehuisvest in een eigen schoolgebouw op de Wolfert van Borselen campus. Het nieuwe gebouw voldoet aan alle eisen van onderwijs op internationale scholen.
Het nieuwe gebouw kon tot stand komen dankzij financiering door de gemeente Rotterdam. Daarmee heeft Rotterdam laten zien dat zij veel waarde hecht aan de aanwezigheid van een internationale school.

## Trivia
- Eind 2011 volgen zo'n 200 leerlingen van meer dan 60 nationaliteiten onderwijs aan de RISS. Meer dan 75% van de leerlingen spreekt thuis een andere taal dan Engels.
- Begin 2020 volgen zo'n 400 leerlingen van meer dan 70 nationaliteiten onderwijs aan de RISS.

- De directeur van de RISS is Mónica Gilbert-Sáez